# Hörschwag
Hörschwag ist ein Dorf auf der Schwäbischen Alb im Zollernalbkreis in Baden-Württemberg. Es liegt 701 m ü. NN und hat 288 Einwohner (Stand 31. Dezember 2024). Hörschwag gehört seit 1974 zur Stadt Burladingen. Es liegt zehn Kilometer nordöstlich davon.

## Geschichte

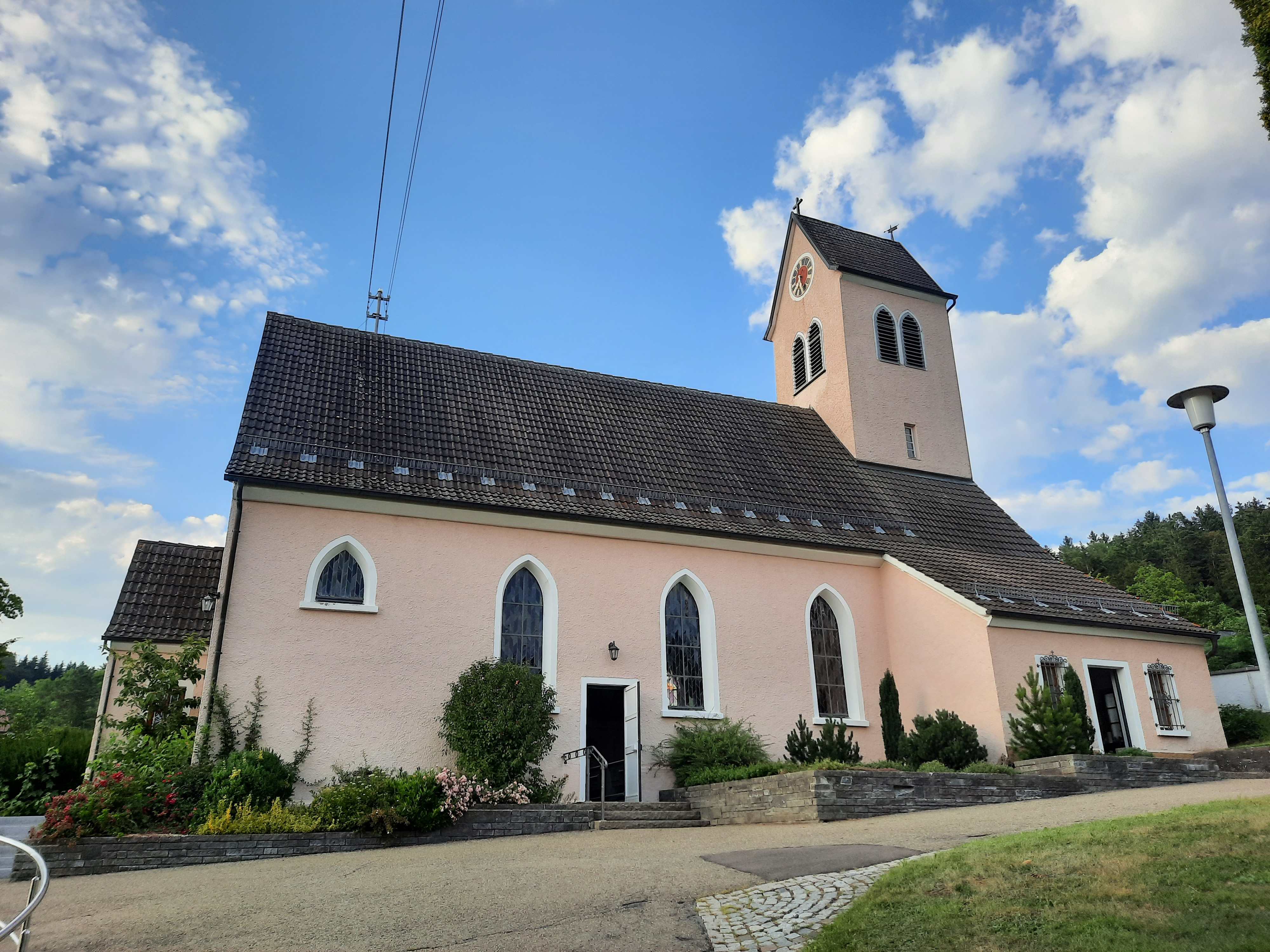
Kirche St. Mauritius

Der Ort wird erstmals 1304 urkundlich erwähnt. Mit Auflösung der Grafschaft Gammertingen kam der Ort an die Herren von Ransberg und von diesen an die Pfalzgrafen von Tübingen. Im 13. Jahrhundert wurde der Ort vorübergehend hohenbergisch und gelangte dann an Württemberg. Im 14. Jahrhundert befand sich Hörschwag größtenteils im Besitz der Herren von Hölnstein. Im Jahre 1304 erhielt das Kloster Kirchberg Besitzungen in Hörschwag von dem Ritter Anselm von Hölnstein als Geschenk. Gegen Ende des 14. Jahrhunderts ging die Grundherrschaft an Claus Angelter, einem Patrizier in Reutlingen, sowie an das Kloster Mariaberg. Im Jahr 1473 kaufte Graf Jobst Nikolaus den größten Teil des Dorfes. Seit 1584 gehörte Hörschwag den Grafen von Zollern und wurde dem Amt Burladingen zugewiesen.
Hörschwag hatte 1790 142, 1842 223 und 1890 228 Einwohner.
Bis zu dessen Auflösung im Zuge der Kreisreform gehörte Hörschwag zum Landkreis Hechingen, danach vom 1. Januar 1973 bis zum 30. Juni 1974 zum Landkreis Reutlingen. Am 1. Juli 1974 wurde es nach Burladingen eingemeindet und wechselte damit zum Zollernalbkreis.

## Flussbad
Eine kleine Badestelle in der Lauchert ist vorhanden und als Badestelle ausgewiesen. Es gibt einen Barfußpfad, einen Duftgarten und ein Kneippbecken.

## Persönlichkeiten
- Johann Evangelist Maier (1833–1899), katholischer Geistlicher und Mitglied des Deutschen Reichstags, geboren in Hörschwag
- Karl Lehmann (1936–2018), Theologe, Bischof von Mainz, Vorsitzender der Deutschen Bischofskonferenz, wohnte von 1937 bis 1941 in Hörschwag.[5]